# تيغان مارتن
تيغان جيد مارتن (بالإنجليزية: Tegan Martin)‏ (ولدت 7 سبتمبر 1992) عارضة أزياء أسترالية، حاملة لقب مسابقة ملكة جمال أستراليا 2014 و مثل بلدها في ملكة جمال الكون 2014

## روابط خارجية
- ملكة جمال الكون أستراليا الموقع الرسمي